# بيفهلسهابر دير أونترسيبوته
قيادة الغواصات (BdU) القائد الأعلى لغواصات يو في سلاح البحرية الألمانية كريغسمرينه خلال الحرب العالمية الثانية. يشير المصطلح أيضًا إلى مقر قيادة غواصات يو.
أنشئ اللقب في 17 أكتوبر 1939، عندما تمت ترقية كارل دونيتز إلى رتبة كونتيرميرال كان لقبه السابق هو فوهرر الغواصات وهو المنصب الذي كان يشغله منذ يناير 1936.
في 31 يناير 1943، تمت ترقية دونتز إلى الأدميرال الكبير ( Großadmiral ) وأصبح القائد الأعلى ( Oberbefehlshaber der Kriegsmarine ) لكريجسمارينه بالكامل، ليحل محل إريش رايدر. احتفظ باللقب، ولكن تم استبداله كقائد للعمليات في قيادة الغواصات من قبل رئيس أركانه إبرهارد جودت.
خلف غودت كان الأدميرال هانز جورج فون فريدبرج الذي شغل المنصب في نهاية الحرب.
رئيس الفرع
| No. |                       | رئيس الفرع                                        | Took office    | Left office    | Time in office  |
| --- | --------------------- | ------------------------------------------------- | -------------- | -------------- | --------------- |
| 1   | هانز جورج فون فريدبرج | Kapitän zur See هانز جورج فون فريدبرج (1895–1945) | 17 أكتوبر 1939 | 11 سبتمبر 1941 | 1 سنة و329 أيام |

1. ↑  Hague pviii
2. ↑  "Karl Dönitz". uboat.net. مؤرشف من الأصل في 2010-11-22. اطلع عليه بتاريخ 2009-08-31.
3. ↑  "Eberhard Godt". uboat.net. مؤرشف من الأصل في 2010-06-16. اطلع عليه بتاريخ 2009-08-31.